# 哈里·马格多夫
哈里·塞缪尔·马格多夫（英語：Harry Samuel Magdoff；1913年8月21日—2006年1月1日）是美国著名社会评论家。他在富兰克林·罗斯福总统任内在政府任职，后来成为马克思主义刊物《每月评论》共同主编。

## 生平
作为俄罗斯-犹太裔移民的孩子，马格多夫在布朗克斯长大。1929年，15岁时，马格多夫开始阅读卡尔·马克思，当时他在一家旧书店拿到了《政治经济学批判》。“它激起了我的想法”，2003年，马格多夫回忆道，“他对历史的看法是一个启示……让我开始阅读经济学，当时我们进入了大萧条，我想弄清楚它的含义。” 他对马克思的兴趣使他拥抱社会主义。
1933年后，马格多夫就读于纽约大学，在那里他学习经济学和统计学，并于1935年获得经济学的[理學士|理学士]]学位。他因为编辑一个未被学校批准的激进学生杂志而被停学，后来被城市学院开除。此后，他先后工作于公共事业振兴署和战时生产委员会。
古巴革命后，马格多夫前往古巴与马克思主义革命家切·格瓦拉通宵会谈，他后来形容切·格瓦拉为“亲切、礼貌的人”。马格多夫在1964年访问纽约联合国总部期间也会见了格瓦拉。
2006年元旦逝世，享年92岁。他有两个儿子，其中一个是弗雷德·马格多夫（Fred Magdoff），是植物和土壤科学方面的专家。他近70岁的妻子Beatrice于2002年去世。

## 著作
和保罗·斯威齐合著：
- The Dynamics of U.S. Capitalism (1970)
- The End of Prosperity (1977)
- The Deepening Crisis of U.S. Capitalism (1980)
- Stagnation and the Financial Explosion (1987)
- The Irreversible Crisis (1988)

## 延伸阅读
- Rafalko, Frank J., ed., A Counterintelligence Reader. United States. National Counterintelligence Center, no date. <https://web.archive.org/web/20051211111653/http://www.nacic.gov/history/index.html>
- John Earl Haynes and Harvey Klehr, Venona: Decoding Soviet Espionage in America, Yale University Press (1999)
- Wikisource:Venona 687 KGB New York to Moscow, 13 May 1944, Perlo group
- Vladimir Pozniakov, A NKVD/NKGB Report to Stalin: A Glimpse into Soviet Intelligence in the United States in the 1940s[永久]
- Ellen Schrecker, Many are the Crimes: McCarthyism in America (Boston: Little Brown, 1998)